# Louisa May Alcott
Louisa May Alcott (Germantown, 29 novembre 1832 – Boston, 6 marzo 1888) è stata una scrittrice statunitense, principalmente nota come l'autrice della tetralogia di libri per ragazzi Piccole donne.
Scrisse anche sotto gli pseudonimi A. M. Barnard e Flora Fairfield.

## Biografia
Louisa nacque a Germantown, una cittadina fondata da quaccheri tedeschi e anabattisti mennoniti, ora integrata nella città di Philadelphia; era figlia del noto filosofo trascendentalista Amos Bronson Alcott e dell'attivista Abby May, che discendeva dalle famiglie Quincy e Sewell di Boston. Louisa era la seconda di quattro sorelle e anche le altre tre raggiunsero una loro notorietà: Anna Alcott Pratt, Elizabeth Sewall Alcott e Abigail May Alcott Nieriker. La famiglia si trasferì a Boston nel 1838, dove il padre fondò una scuola sperimentale ed entrò a far parte di un club trascendentalista con Ralph Waldo Emerson e Henry David Thoreau.

Nel 1840 la famiglia Alcott si trasferì nuovamente, stavolta verso un cottage dotato di due acri di terreno lungo il Sudbury River a Concord, Massachusetts. Per un breve periodo, dal 1843 al 1844, la famiglia visse in una comunità agricola chiamata Utopian Fruitlands, fondata da Amos Bronson Alcott e Charles Lane. Dopo il suo scioglimento, si stabilirono definitivamente a Concord. Louisa ricevette un'istruzione privata; tra i suoi insegnanti vi furono Ralph Waldo Emerson, Nathaniel Hawthorne e Margaret Fuller, tutti amici di famiglia, e il naturalista Henry David Thoreau, oltre al padre Amos Bronson. Di queste esperienze lasciò un resoconto giornalistico intitolato "Transcendental Wild Oats" (poi ripubblicato in Silver Pitchers, del 1876).

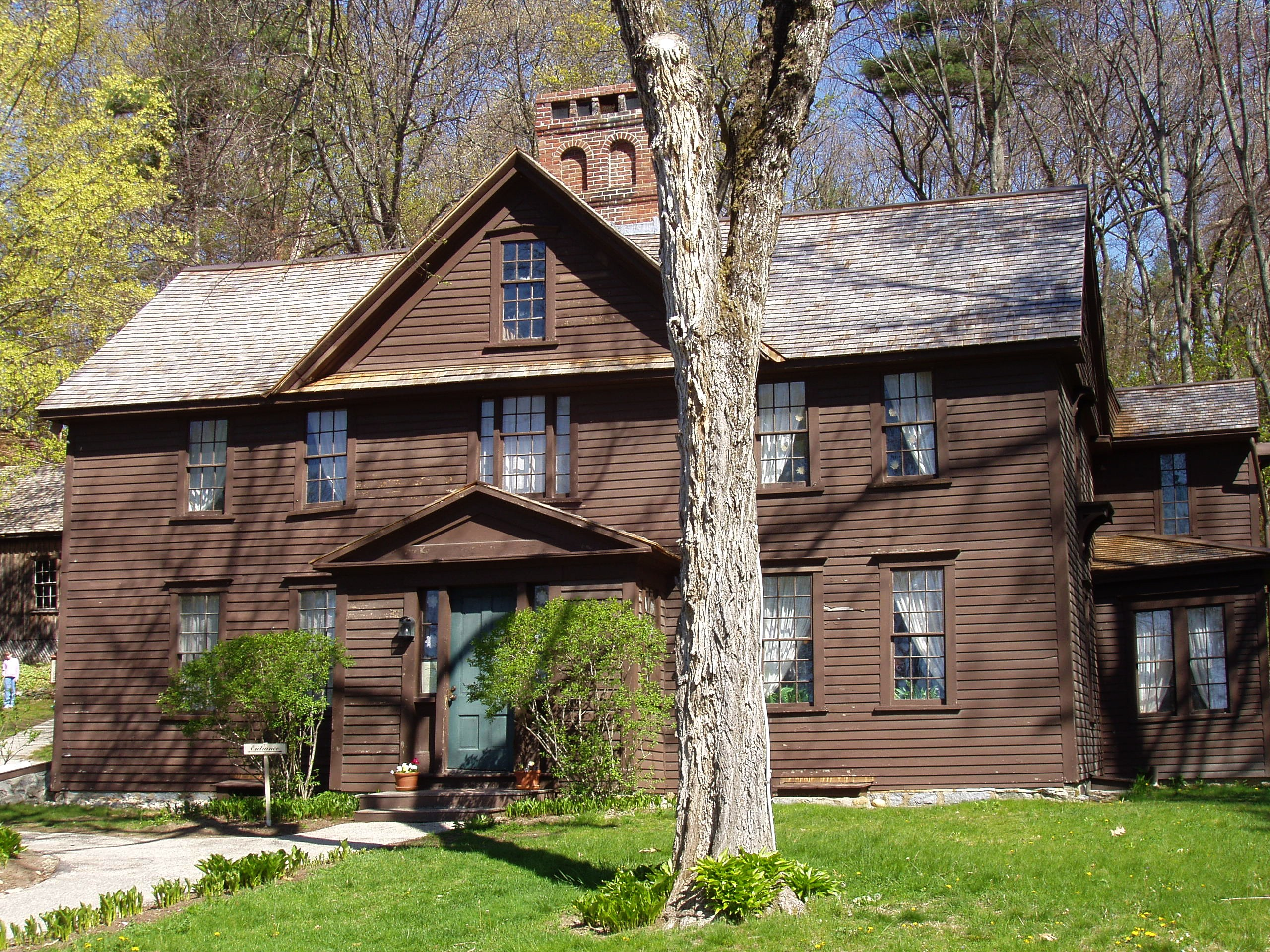
"Orchard House", la casa di Concord in cui nel 1868 fu scritto Piccole donne

A causa delle condizioni economiche in cui gravava la famiglia, fu costretta a lavorare fin da giovane come insegnante occasionale, sarta, governante, colf e, solo più avanti, scrittrice. Anche le sorelle e la madre lavoravano, quest'ultima a servizio di emigrati irlandesi; solo la sorella più piccola, Abigail May, poté frequentare la scuola pubblica. Louisa iniziò in questo periodo a intensificare la scrittura, lavorando a Flower Fables (pubblicato nel 1849), fiabe che originariamente scrisse per Ellen Emerson, figlia di Ralph Waldo. Nel frattempo, insieme alla famiglia, lavorava alla rete clandestina Underground Railroad che favoriva la fuga e l'espatrio degli schiavi di colore.

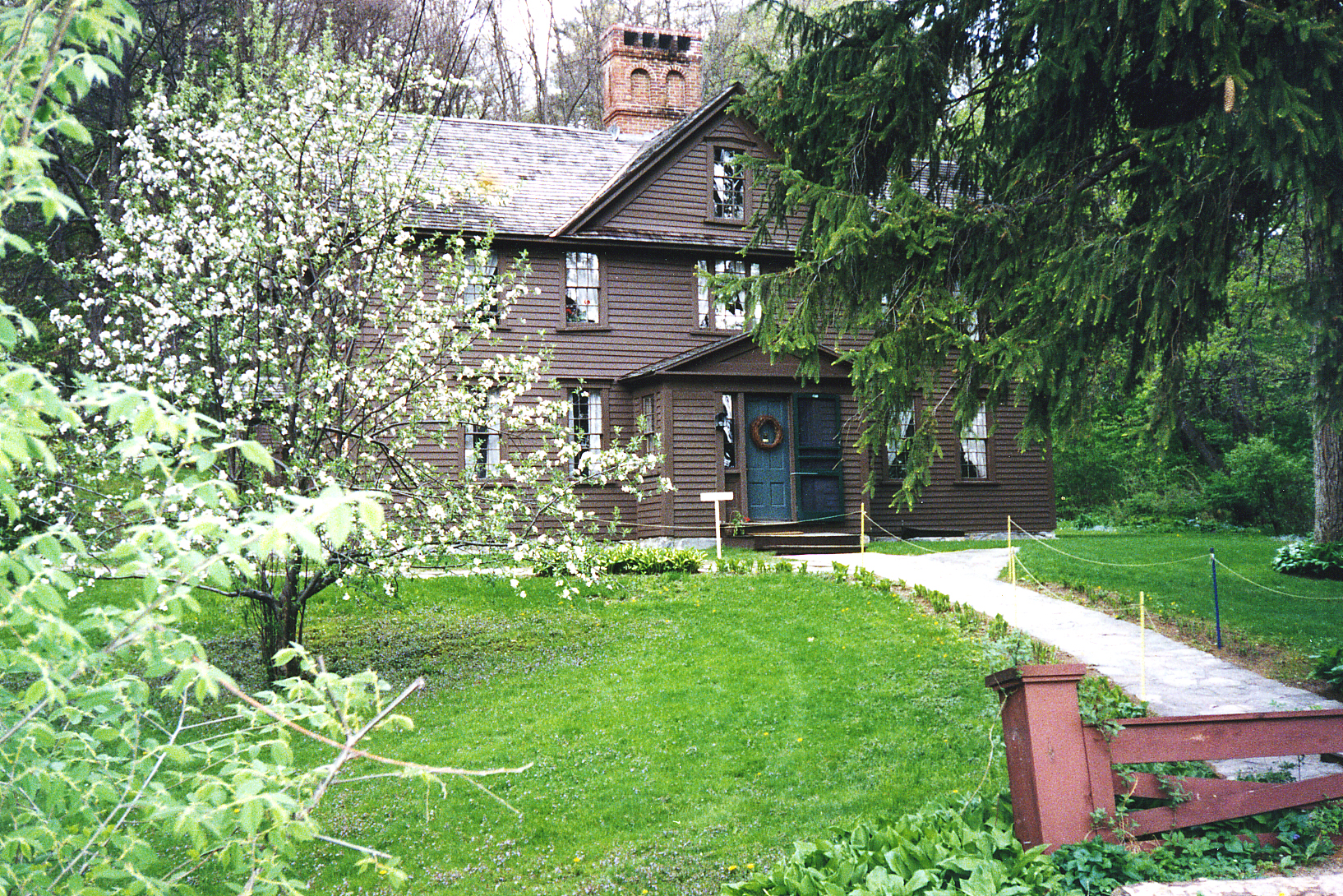
La casa di Concord, nel Massachusetts, dove la famiglia si trasferì nel 1858

Nel 1848 lesse e apprezzò la "Dichiarazione dei Sentimenti", atti della Convenzione di Seneca Falls sui diritti delle donne. Crebbe dunque come un'abolizionista e una femminista. Divenuta sostenitrice del suffragio universale esteso alle donne, fu ben presto la prima donna di Concord a iscriversi a votare per un'elezione di cariche scolastiche. Il decennio successivo fu per la famiglia Alcott un periodo assai duro: nel 1857 Louisa non riusciva a trovare lavoro e meditò il suicidio. Nello stesso anno lesse la biografia di Charlotte Brontë scritta da Elizabeth Gaskell.
Nel 1858 la sorella minore Lizzie morì e la sorella maggiore Anna andò in sposa a John Pratt. La Alcott percepì i due fatti come la definitiva rottura della sorellanza. Nel 1865 fece un viaggio in Europa in compagnia di un amico invalido ed ebbe occasione di conoscere molti scrittori. La madre morì nel 1877, nel 1879 morì anche la sorella più piccola, May, e Louisa adottò la figlia della sorella, Louisa May Nieriker ("Lulu"), che aveva allora solo due anni. Nel 1882 il padre fu colpito da paralisi e Louisa ne divenne la fedele assistente.
Morì a Boston il 6 marzo 1888 a causa di un ictus, due giorni dopo aver visitato il padre sul letto di morte. La morte fu attribuita a un avvelenamento da mercurio contratto durante la guerra civile americana (per la quale era partita come infermiera volontaria), quando era stata curata con un composto a base di questa sostanza. Le sue ultime parole furono: «Is it not meningitis?» («Non è meningite?»). Appena dopo il decesso era stata questa la causa alla quale era stato attribuito.

## Carriera letteraria
Il suo primo libro è stato Flower Fables del 1855, una raccolta di racconti originariamente scritti per Ellen Emerson, la figlia di Ralph Waldo Emerson.
Nel 1860 Louisa inizia a scrivere per l'Atlantic Monthly.
Allo scoppio della guerra di secessione americana, lavorò (dal 1862 al 1863) come infermiera all'Union Hospital a Georgetown. Nelle lettere da lei inviate durante il periodo di servizio all'ospedale, pubblicate e riviste nel Commonwealth e raccolte in Hospital Sketches (1863, ripubblicato con aggiunte nel 1869), diede dimostrazione di un arguto spirito di osservazione e di senso dell'umorismo che le valsero le prime recensioni positive.
Il suo romanzo Moods del 1864, basato su esperienze realmente vissute dall'autrice, è stato anch'esso promettente.
Louisa May Alcott scrisse storie appassionanti e storie sensazionali sotto lo pseudonimo di A. M. Barnard. Tra le opere sotto questo pseudonimo, troviamo Un lungo fatale inseguimento d'amore e Passione e tormento. Questi libri ebbero un immediato e notevole successo commerciale perché scritti in uno stile popolare.
Louisa produsse storie per bambini in cui l'elemento "moralità" era dominante e, a esclusione del lavoro semi-autobiografico Work (1873) e l'anonimo romanzo rosa A Modern Mephistopheles (1875) che si pensa sia stato scritto in realtà da Julian Hawthorne, non continuò a scrivere libri per adulti.
Il successo letterario arrivò nel 1868 con la pubblicazione della prima parte di Piccole donne (Little Women: or Meg, Jo, Beth and Amy), un racconto semi-autobiografico nel quale descrisse con molto senso dell'umorismo e realismo episodi della sua infanzia con le sorelle a Concord.
Il secondo libro, Piccole donne crescono (Good Wives - Buone mogli) del 1869, segue la vita delle sorelle March nell'età adulta e nel matrimonio. Piccoli uomini (Little Men) del 1871 narra la vita di Jo alla Plumfield School, che fondò assieme al marito, professor Bhaer, episodio narrato alla fine di Good Wives. Il quarto libro, I ragazzi di Jo (Jo's Boys), del 1886 completa la saga della Famiglia March.
La gran parte dei volumi pubblicati tra il 1870 e il 1879, An Old Fashioned Girl (1870), Aunt Jo's Scrap Bag (sei volumi, 1871-1879), Eight Cousins e il suo sequel Rose in Bloom (1876), segue la linea di Piccole donne.
Louisa Alcott creò l'eroina "Jo", modellandola su sé stessa in Piccole donne, ma Jo si sposa alla fine del secondo libro mentre l'autrice non si sposò mai.

## Opere

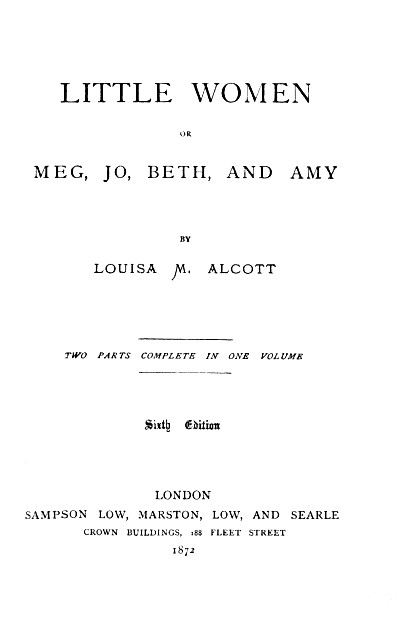
Frontespizio originale dell'edizione di Piccole donne nel 1872

### Trilogia
- Piccole donne (Little Women or Meg, Jo, Beth and Amy, 1868)
  - Piccole donne crescono (Good Wives, 1869)
- Piccoli uomini (Little Men: Life at Plumfield with Jo's Boys, 1871)
- I ragazzi di Jo (Jo's Boys and How They Turned Out, 1886)

### Romanzi
- 1849 L'Eredità (The Inheritance, inedito fino al 1997)
- 1865 Mutevoli Umori (Moods, revisionato nel 1882)
- 1867 La chiave misteriosa e il segreto che svelò (The Mysterious Key and What It Opened)
- 1870 Will's Wonder Book
- 1872 Work: A Story of Experience
- 1875 Beginning Again, Being a Continuation of Work
- 1875 Gli otto cugini (Eight Cousins o The Aunt-Hill)
- 1876 Rose in fiore (Rose in Bloom: A Sequel to Eight Cousins), sequel degli otto cugini
- 1878 Sotto i lillà (Under the Lilacs)
- 1880 Jack e Jill, (Jack and Jill: A Village Story)
- 1882 Proverb Stories

### Sotto lo pseudonimo A. M. Barnard
- 1866 Dietro la maschera, o il potere di una donna (Behind a Mask, or a Woman's Power)
- 1866 Un lungo fatale inseguimento d'amore (A Long Fatal Love Chase, pubblicato nel 1995)
- 1867 Il fantasma dell'abate o La tentazione di Maurice Treherne: Un racconto di Natale (The Abbot's Ghost, or Maurice Treherne's Temptation)
- Passione e tormento (Pauline's Passion and Punishment)

### Per ragazzi
- 1849 Fiabe Floreali (Flower Fables)
- 1886 Lulu's Library, 1886-1889, collezione di 32 storie in tre volumi
- 1867 Morning-Glories and Other Stories
- 1864 The Rose Family: A Fairy Tale
- 1868 Kitty's Class Day and Other Stories
- 1870 Una ragazza fuori moda (An Old Fashioned Girl)
- Il cestello della nonna o Il cestino di nonna Jo (Aunt Jo's Scrap-Bag, 1872-1882)
- 1887 Una ghirlanda per ragazze (A Garland for Girls)

### Altre storie brevi
- 1863 Hospital Sketches: La signorina Periwinkle all'ospedale militare (Hospital Sketches)
- 1868 Three Proverb Stories
- 1876 Silver Pitchers, and Independence: A Centennial Love Story
- 1882 An Old Fashioned Thanksgiving (Un Ringraziamento vecchio stile)
- 1893 Comic Tragedies, postumo

### Pubblicazioni anonime
- 1868 I guanti del Barone o la storia di Amy (The Baron's Gloves)
- 1877 Un moderno Mefistofele (A Modern Mephistopheles)

## Adattamenti cinematografici
- Little Women (film 1918) regia di Harley Knoles
- Piccole donne (film 1933) regia di George Cukor
- Little Men (film 1934) regia di Phil Rosen
- Little Men (film 1940) regia di Norman Z. McLeod
- Piccole donne (film 1949) regia di Mervyn LeRoy
- An Old-Fashioned Girl (film 1949) regia di Arthur Dreifuss
- Piccole donne (miniserie televisiva 1955) regia di Anton Giulio Majano
- Little Women (film 1970) regia di Paddy Russell
- Little Women (film 1979) regia di David Lowell Rich
- Piccole donne (serie animata) degli anni '80, regia di Kazuya Miyazaki
- Una per tutte, tutte per una, serie animata anni '80, regia di Nobushiki Yamazaki
- Piccole donne (film 1994) regia di Gillian Armstrong
- The Inheritance (film 1997) regia di Bobby Roth
- Little Men (film 1998) regia di Rodney Gibbons
- An Old Fashioned Thanksgiving (film 2008) regia di Graeme Campbell
- Piccole donne (miniserie televisiva 2017) in tre puntate, regia di Vanessa Caswill
- Little Women (film 2018) regia di Clare Niederpruem
- Piccole donne (film 2019) regia di Greta Gerwig